# Sjundeå avskedsrum
Sjundeå avskedsrum (finska: Siuntion vainajien hyvästijättöhuone) är ett bårhus och en plats där människor kan ta avsked av avlidna anhöriga i Sjundeå i Finland. Byggnaden är belägen bredvid Sjundeå S:t Petri kyrka i Sjundeå kyrkoby i Nyland och ägs av Sjundeå kyrkliga samfällighet. År 2009 genomfördes en grundlig restaurering av Sjundeå kyrka, då också ett nytt avskedsrum uppfördes. I avskedsrummet finns också plats för att bevara de avlidna, en lagerlokal och toaletter för besökare på Sjundeå gravgård.
Avskedsrummets fönster är beklätt med textilkonstnären Helena Vaaris konstverk ”Tårar".
Det finns också ett äldre bårhus nära Sjundeå kyrka. Detta hus används inte men kan tas i bruk i exempelvis krissituationer.